# John Hope (Groenendaal)

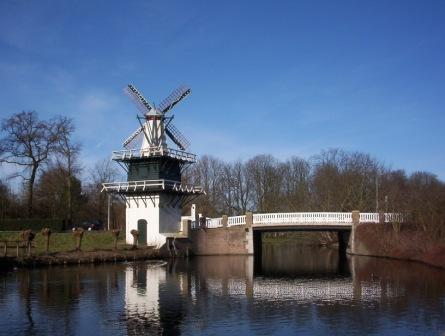
Het molentje van Groenendaal.

John Hope (Amsterdam 14 februari 1737 – 1784) was een Nederlands koopman en bankier.
Hij werd geboren als Jan Hope en was enig kind van de bankier Thomas Hope (een neef van Henry Hope) en Margaretha Marcelis, de dochter van de rijke Amsterdamse koopman Jan Marcelis. Hij was als kind doopsgezind gedoopt, maar liet zich op 26-jarige leeftijd als John dopen in de Nederlandse Hervormde Kerk.
Hope was eigenaar van Groenendaal in Heemstede waar hij 's zomers verbleef van 1767 tot zijn dood in 1784. Hij werd onder andere bekend om zijn vuurmachine, de eerste stoommachine gemaakt voor een tuin. Hij had een apparaat nodig, omdat de vijzel van de windmolen die hij eerst geïnstalleerd had niet voldeed om zijn fraaie tuin in Engelse stijl te voorzien van water. De tuin ligt namelijk boven NAP en in plaats van water eruit te pompen, moest hij juist water erin laten stromen. De stoommachine deed dienst van 1781 tot na de Franse tijd. In 1842 is het apparaat afgebroken, want als stoom-curiositeit kon het niet langer op tegen de veel grotere stoomketel van het Gemaal De Cruquius dat toen in aanbouw was.
John Hope en zijn vrouw Barbara van der Hoeven waren naast tuinieren en kunst geïnteresseerd in porselein. Zij had aandelen in de porseleinmanufactuur van Joannes de Mol in Oud-Loosdrecht. In 1782, na het faillissement werd hij een van de vier nieuwe eigenaren. De fabriek werd verplaatst naar Amsterdam.

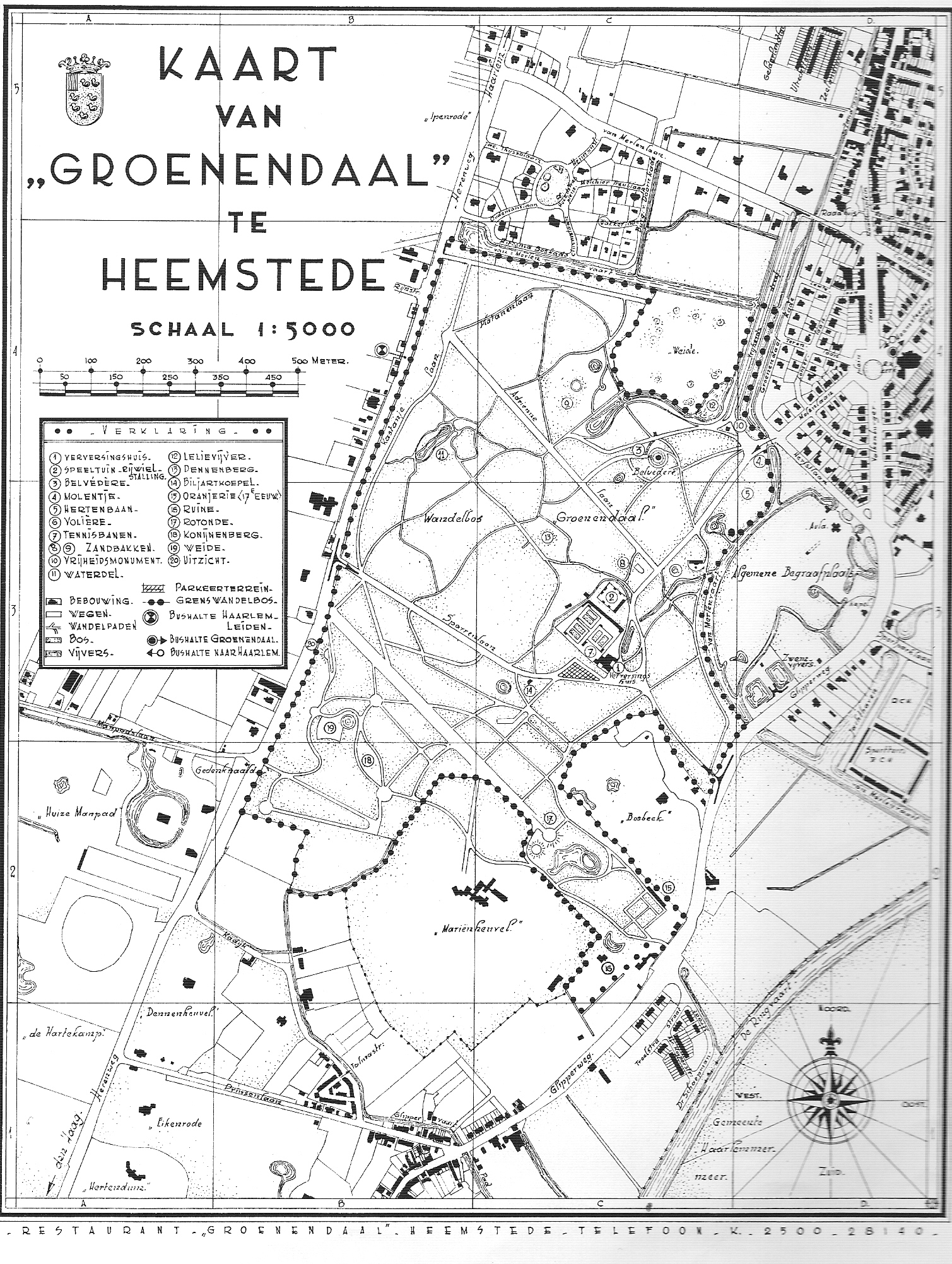
Wandelkaart van Groenendaal

Zijn jongste zoon Adrian Elias heeft Groenendaal nog verder verfraaid, onder andere met de Belvedere, een torentje dat een eeuw gestaan heeft op de heuvel achter het Vrijheidsbeeld en de Walvisbank, een parkbank gemaakt van walvisbeenderen.